# قصر دوغة

قصر دوغة من أكبر المعالم بمدينة ترهونة، ليبيا.

قصر دوغة أو قلعة دوغة (بالإنجليزية: dogha castle or qasr dogha)، هو أحد الأثار الرومانية العديدة الموجودة على امتداد هضبة ترهونة في ليبيا وتقع عن بعد بحوالي 60 كم إلى الجنوب-الغربي من مدينة لبدة الكبرى، ويعتبر أحد معالم المنطقة.
هذا القصر الأثري أو ضريح دوغة هو عبارة عن ضريح شيد لدفن شخص واحد وفي الغالب وحسب الدراسات القليلة التي اجريت عليه فهو يرجع للقرن الأول الميلادي أي في العصر الروماني في ليبيا ويعتبر أضخم ضريح في منطقة تريبوليتانيا Tripolitania

## مواقع شبيهة
ما يشبهه من حيث الشكل هو ضريح بمنطقة سوق الجمعة زليتن وضريح آخر على الحدود بين تونس و الجزائر ويحمل اسم ضريح دوقا المشيد للملك النوميدي ماسنسن.

## عن الضريح
يبرز ضريح قصر دوغة مهيبًا فووق المنطقة المحيطة به، نظرًا لحجمه المهيب: إذ يبلغ 16 متر طولًا و11 متر عرضًا ومزال محفوظا بارتفاع 9 أمتار، واستعمل في بناءه توعان من الحجارة المحليلة واللذان تم اقتلاعهما من جانبي الوادي الواقع قريبًا أسفل التل.
الضريح أو قصر دوغة مهدى لأحد الآلهة وهو الإله قورزيل وهو مؤله ليبي وهذا ما وجد مكتوبا على نقش مكتوب بالحروف البونية الجديدة وبهذا يتبين أن هذا الضريح هو مشيد من قبل الليبيين. نرى ان هذا الضريح هو ليبي حتى وإن شيد خلال فترة الاحتلال الروماني، ويميز هذا الضريح بتيجانه وأعمدته وزخارفه الجميلة التي من الواضح هي من الطراز اليوناني ، كما ان حجارته افتلعت من محجر قريب منه في وادى دوغة، واخيرا ان الضريح يتكون في الاصل من ثلاث طوابق الطابق الثالث غير موجود وهو يتكون من 36 عمود مصفوفة في أربعة صفوف كل صف به تسعة اعمدة مرتبطة بلوح حجري عتد تيجانها يسمى انتربلاتشر. ويعتبر من أكبر الاضرحة بليبيا.